# سفارت اوکراین واشینگتن
سفارت اوکراین واشینگتن (به انگلیسی: Embassy of Ukraine) یک منطقهٔ مسکونی و نمایندگی سیاسی این کشور در ایالات متحده آمریکا است که در واشینگتن، دی.سی. واقع شده‌است.